# Семильон
Семильо́н, или семийо́н (фр. Sémillon) — технический (винный) сорт винограда, используемый для производства белых вин.
Семильон — основной сорт белого винограда в регионе Бордо. Возделывается и вокруг него, на берегах реки Дордонь. Семильон устойчив к осыпанию цветов во время цветения, обладает высокой урожайностью (до 100 ц/га).
Листья средние, с сильно отгибающимися книзу краями лопастей, сверху светло-зеленые, пятилопастные, снизу со слабым опушением. Цветок обоеполый. Ягоды круглые, желтые с восковым налетом, с мелкими бурыми точками. У ягод тонкая кожица. Виноград средне-позднего периода созревания.
Сорт в средней степени устойчив к таким заболеваниям, как мильдью, серая гниль, оидиум. Существенный недостаток сорта — слабая морозоустойчивость.

## Ареал культивирования
По морфологическим признакам принадлежит к эколого-географической группе западноевропейских сортов винограда. Культивируется во Франции, Южной Африке, Австралии, Северной и Южной Америке.
Этот сорт винограда был привезён в Крым в XVIII веке. Он произрастает в Алуштинской долине в окрестностях Чатыр-Дага.

## Виноделие
Винодельческий комбинат «Массандра» изготавливает вино «Семильон Алушта», используя виноград, достигший содержания сахара 18—22 %. Характеристики вина: спирт — 10—13 %, сахар — 0,2—0,3 г/100 куб. см, титруемые кислоты — 5—7 г/куб. дм. Цвет соломенный; букет утончённый, характерный для винограда данного сорта. Вино выдерживают полтора года при температуре 14°С.